# Cybalomiinae
A Cybalomiinae a valódi lepkék közül a fényiloncafélék (Pyralidae) családjának egyik alcsaládja mintegy két tucat nemmel. Korábban a fűgyökérrágó lepkék (Crambidae) családjába sorolták őket, amíg az egész taxont be nem olvasztották a fényiloncafélék közé. A legújabb kutatások alapján úgy tűnik, hogy az alcsaládot meg fogják szüntetni; fajait különböző alcsaládokba sorolják át.

## Származásuk, elterjedésük
A fajok többsége trópusi, illetve szubtrópusi. Európából öt nem tizenkét faja ismert; közülük Magyarországon egy faj fordul elő:
- homoki tűzmoly (Hyperlais dulcinalis Treitschke, 1835) — Magyarországon szórványos (Pastorális, 2011; Pastorális & Szeőke, 2011);